# Jasmin Derome
Pour l’article homonyme, voir Derome.
Jasmin Derome, né en 1976, est un plasticien et photographe français.

## Biographie
Jasmin Derome, invente en 2006 le Portrait statistique qu'il définit comme "l'association d'un portrait photographique au portrait statistique d'une personne ou d'un objet"

## Expositions
- 2010, .
  - Le M.U.R. de l'Art, trois ans de street art au M.U.R, exposition collective Espace des Blancs-Manteaux, Paris[2].
- 2009 :
  - Portraits Statistiques pour les Rock'chroniques, Festival Rock en Seine, Saint-Cloud (France)
- 2008 : 
  - Participe au 53e Salon d'art contemporain de Montrouge (France)[3].
  - Le Portrait Statistique fait le MUR, collage rue Oberkampf d'une série de Portraits Statistique des habitants du quartier et des artistes du collectif Le M.U.R.[4].
- 2007 :  
  - Le Portrait statistique, "Expansion" pour l'exposition Portrait d’artiste # II, Artothèque de Saint-Cloud (France)
- 2006 : 
  - Le Portrait statistique, "Insertion mon amour", Le mois de la photo à Paris. Mairie du 14e, Paris (France)

- - Un ticket pour l'enfer, Jeunes créateurs 2006, Artothèque de Saint-Cloud (France)

## Collections
- Bibliothèque nationale de France, Recueil. Photographies originales.(2000) Notice n° : FRBNF41142563[6].
- Fond de l'Artothèque de Saint-Cloud

## Publications
- Le Mur / The Wall, Kitchen 93, 2010  (ISBN 2859800158)
- Les découvertes 2008, Catalogue du 53e Salon d'Art Contemporain de Montrouge